# بلينينورن
بلينينورن (بالإنجليزية: Blinnenhorn)‏ هو أحد جبال سلسلة جبال الألب ليبونتيني ويقع في كانتون فاليز في سويسرا. يحتل المرتبة رقم 84 في قائمة جبال سويسرا من حيث الارتفاع، إذ يبلغ ارتفاعه حوالي 3374 متر، بينما يبلغ ارتفاع نتوء الجبل 945 متر، هذا وقد سجل أول وصول لقمة الجبل عام 1866.